# Буранный сельсовет
Буранный сельсовет — сельское поселение в Соль-Илецком районе Оренбургской области Российской Федерации.
Административный центр — село Буранное.

## История
Статус и границы сельского поселения установлены Законом Оренбургской области от 2 сентября 2004 года № 1424/211-III-ОЗ «О наделении муниципальных образований Оренбургской области статусом муниципального района, городского округа, городского поселения, установлении и изменении границ муниципальных образований»

## Население
| 2010 | 2012  | 2013  | 2014  | 2015  |
| ---- | ----- | ----- | ----- | ----- |
| 1422 | ↘1385 | ↘1365 | ↗1368 | ↘1363 |

## Состав сельского поселения
| № | Населённый пункт | Тип населённого пункта       | Население |
| - | ---------------- | ---------------------------- | --------- |
| 1 | Базырово         | разъезд                      | 0         |
| 2 | Буранное         | село, административный центр | 1418      |
| 3 | Запальное        | хутор                        | 4         |